# Linia kolejowa nr 414
Linia kolejowa nr 414 – łącząca stację Gorzów Wielkopolski Zieleniec z nieistniejącym już posterunkiem kolejowym Chyrzyno. Obecnie na całej długości nieczynna oraz w większej części rozebrana.